# Jesús Tereso Sánchez
Jesús Tereso Sánchez Rhasquim (Santa Teresa del Tuy, Veneçuela, 27 d'agost de 1925-Ocumare del Tuy, 8 de juliol de 2009) va ser un cultor popular veneçolà, i cacic major de l'escorta dels indis coromotans.
Va ser fundador de l'escorta dels indis coromotans, tradició iniciada a Ocumare del Tuy el 1941, per monsenyor Rafael Pérez de León, i també fou el fundador de la Tropa de Boys Scouts de Ocumare del Tuy.

## Biografia
Fill de Genaro Sánchez i de Belén Rhasquim de Sánchez. Va exercir els càrrecs de Semaforista, Comptador del Banc Agrícola i Pecuari, Secretari General de la Prefectura de Lander, Los Salías, Carrizal i San Pedro de los Altos i Prefecte d'Ocumare, igualment va ser Secretari General del Consejo del Districte Lander i va ser cofundador de la Tropa de Boys Scout de Ocumare del Tuy.
El 1947 es va casar amb Rosa Amelia Coriat, van tenir dotze fills.

## Labor com a Cacic Major dels Indis Coromotans
Va dedicar 68 anys de la seva vida al cultiu d'una de les més importants manifestacions culturals de les Valls del Tuy: l'escorta dels indis coromotans, cada primer diumenge de quaresma Jesús Tereso es col·locava el seu plomall de plomes que pesava aproximadament 10 quilos i mig i uns 1,5 metres d'altura, muntava el seu cavall i presidia a aproximadament tres mil promesers, els qui vestien i vesteixen amb vestidures indígenes en mostra de la seva fe cap a la Verge de Coromoto, patrona de Veneçuela, així s'apostaven, i s'aposten, a l'Església d'Ocumare del Tuy a celebrar la santa missa, i després a escortar a la figura de la patrona veneçolana, en les famoses "carrosses" en honor a la verge.
Aquesta tradició iniciada per ell en 1941 va ser declarada patrimoni cultural de l'estat Miranda en 2004, i gràcies a la seva labor com cultor popular i Cacic Major dels Indis Coromotans va ser condecorat amb l'Orde Francisco de Miranda pel consell legislatiu de l'estat Miranda en 2008.

## Fills i circumstàncies de la seva defunció
Amb Rosa Amelia, la seva esposa, va tenir dotze fills, entre els quals estava Jeraul, qui era cantant i va morir de càncer de pulmó, va deixar a més 25 néts i 10 besnéts.
Als 84 anys, don Jesús Tereso Sánchez mor en Ocumare del Tuy el 8 de juliol de 2009.
Després de la seva mort, la governació de l'estat Miranda, i l'alcaldia del municipi Tomás Lander, van declarar un i tres dies de duel respectivament per la pèrdua d'aquest cultor.